# Leimfarbe
Leimfarben sind wasserbasierte Anstrichmittel. Als Bindemittel dient meist Kleister, heute überwiegend Methylcellulose. Als Weißpigment und Füllstoff werden traditionell Kalksteinmehl, Lithopone oder Kreide verwendet. Weitere Buntpigmente können zugesetzt werden.
In der Deutschschweiz wird Leimfarbe auch unter der Bezeichnung Blancfixe, Blanc-fixe oder Blanfix verkauft. Die Bezeichnung ist missverständlich, da Blancfixe eigentlich ein Synonym für das Weißpigment Bariumsulfat (BaSO4) ist, welches in der Regel nicht in zellulose-basierter Leimfarbe, sondern typischerweise in Farben verwendet wird, die Gelatine als Bindemittel enthalten.

## Eigenschaften, Verwendung
Leimfarben werden häufig als Pulver geliefert und vor Gebrauch mit Wasser angerührt. Es ist auch verarbeitungsfertige Farbe in flüssiger Form erhältlich.
Da der Leim auch nach dem Trocknen wasserlöslich bleibt, ist der Anstrich empfindlich gegen Feuchtigkeit. Für den Außenbereich ist er ungeeignet. In Räumen wie Küche, Badezimmer oder Keller können Leimanstriche nur genutzt werden, wenn nicht mit Kondensatbildung an Wand und Decke zu rechnen ist. Da Leimfarbe diffusionsoffen ist, kann Wasserdampf in Feuchträumen von darunterliegenden saugfähigen Wandbelägen wie Holzverschalung oder Kalk- und Lehmputzen absorbiert und später wieder abgegeben werden.
Leimfarbe kann oft nur wieder mit Leimfarbe überstrichen werden. Beim Streichen mit gewöhnlicher Dispersions- oder Silikatfarbe sowie beim Übertapezieren kann die Leimfarbe aufgeweicht werden und sich ablösen. Leimfarbe sollte darum vor der Renovierung mit einem modernen Wandanstrich mit warmem Wasser von der Wand gewaschen oder durch den Auftrag einer geeigneten Bindemittellösung verfestigt werden.
Sogenannten leimvergüteten Kalkfarben wird ein gewisser Anteil Kleister zugemischt.
Leimfarben werden auch in der künstlerischen Malerei verwendet.

## Vor- und Nachteile
Ab den 1970er Jahren wurden Leimfarben im Bau- und Heimwerkerbereich durch Dispersionsfarben, Silikonharzfarben (auch „Wohnraumfarben“) oder (Organo-)Silikatfarben (Mineralfarben, Wasserglasfarben) verdrängt. In den neuen Bundesländern waren sie bis zur Wende das vorherrschende Anstrichmittel.
In jüngerer Zeit wird etwa im ökologischen Bauen wieder mit Leimfarbe gearbeitet.
Leimfarbanstriche können beinahe unbegrenzt oft übereinander aufgetragen werden, ohne dass dadurch die Mauer abgesperrt wird oder das Raumklima leidet.
Ist der Leim das alleinige Bindemittel in einer bereits bestehenden Farbe, so wird diese beim Überstreichen angelöst. Die Mal-Technik beim Überarbeiten muss daran angepasst werden. In vielen Fällen muss die vorhandene Farbe zunächst teilweise oder ganz abgewaschen werden.
Raucherzimmer, Küchen ohne Dunstabzug und andere Innenräume mit belasteter Raumluft werden bewusst mit Leimfarbe gestrichen, um die von der Farbe aufgenommenen Stoffe wie Rußpartikel und Fette regelmäßig mit der Farbe von Wänden und Decke waschen zu können.
Leimfarbe wird für den Anstrich von Innenraumstuck bevorzugt verwendet, da sie sich bei Erneuerung des Anstrichs zuvor leicht abwaschen lässt und so die Stuckausformung nicht einebnet, wie es durch mehrere übereinanderleigende Schichten etwa der nur sehr schwer zu entfernenden Dispersionsfarben der Fall ist.
Für die authentische Restaurierung einer Innenausstattung des 19. Jahrhunderts (Biedermeier, Gründerzeit) ist Leimfarbe oft die erste Wahl, mit eigenen ästhetischen Reizen: Die Farbe hat eine sehr gute Deckkraft, und doch zugleich – durch die Einbindung der Farbpigmente in den Leim – einen sehr dezenten, temperierten und gemilderten Charakter.
Reine Leimfarben enthalten im Gegensatz zu den heute üblichen Dispersionsfarben keine Kunstharze und dürfen deswegen als besonders umwelt- und gesundheitsfreundlich gelten. In Pulverform sind sie meist preisgünstig erhältlich.
Insbesondere verarbeitungsfertig angemischte Farbe kann kleinere Mengen Kunstharze, meist Polymerisatharze (Dispersionsbinder) enthalten, welche die Verarbeitung erleichtern.
Diese wirken sich auf die Reversibilität aus. Getrocknete Farbanstriche können weniger leicht abgewaschen werden.